# Spixworth
Spixworth – wieś w Anglii, w hrabstwie Norfolk, w dystrykcie Broadland. Leży 8 km na północ od Norwich i 165 km na północny wschód od Londynu. Miejscowość liczy 3769 mieszkańców.